# (15155) Ahn
(15155) Ahn est un astéroïde de la ceinture principale.

## Description
(15155) Ahn est un astéroïde de la ceinture principale. Il fut découvert le 29 mars 2000 à Socorro (Nouveau-Mexique) par le projet LINEAR. Il présente une orbite caractérisée par un demi-grand axe de 2,36 UA, une excentricité de 0,06 et une inclinaison de 5,6° par rapport à l'écliptique.

## Compléments